# Rodant cap a tu
Rodant cap a tu (títol original en italià, Corro da te) és una pel·lícula italiana de comèdia romàntica del 2022 dirigida per Riccardo Milani. S'ha doblat al valencià per a À Punt.
És una nova versió de la pel·lícula francesa del 2018 Sobre rodes.
La pel·lícula es va estrenar als cinemes a partir del 17 de març de 2022. El primer tràiler es va publicar l'11 de gener de 2022.